# القناة الأولمبية
القناة الأولمبية (بالإنجليزية: Olympic Channel)‏ هي خدمة تلفزيونية عبر الإنترنت تديرها اللجنة الأولمبية الدولية (IOC). تم إطلاقه في 21 أغسطس 2016، بالتزامن مع اختتام دورة الألعاب الأولمبية الصيفية لعام 2016. تهدف الخدمة إلى الحفاظ على الاهتمام على مدار العام بالحركة الأولمبية ، من خلال عرض الرياضيين الأولمبيين والمسابقات خارج الألعاب الأولمبية المناسبة.
تدير اللجنة الأولمبية الدولية الخدمة بتركيز دولي ، لكنها صرحت أيضًا بخطط للعمل مع اللجان الأولمبية الوطنية المحلية وأصحاب الحقوق لإنشاء إصدارات محلية وخدمات خطية كإصدارات مرخصة من Olympic Channel. تم إطلاق أولها في الولايات المتحدة في يوليو 2017.

## وصلات خارجية
- الموقع الرسمي